# Symmoriidae
I simmoriidi (Symmoriidae) sono una piccola famiglia di pesci estinti affini agli squali, vissuti esclusivamente nel Carbonifero. I loro resti sono stati ritrovati in Europa, Asia e Nordamerica.

## Descrizione
A prima vista, i simmoriidi non erano molto diversi da uno squalo attuale. Le dimensioni variavano da 50 centimetri a tre metri di lunghezza; il corpo era relativamente allungato ma possedeva stranamente un profilo gibboso, a causa dell'insolito arretramento della pinna dorsale, posta esattamente al di sopra delle pinne pelviche. Alla base della pinna dorsale era presente una piccola cartilagine a forma di punta di freccia, dalle funzioni poco chiare; forse questa “freccia” era utile come punto d'attacco per i muscoli sostenenti la possente pinna dorsale.
La pinna caudale era molto simile a quella dell'antico Cladoselache del Devoniano ed era decisamente robusta, con due lobi di eguale lunghezza. Le due pinne pettorali avevano una forma molto curiosa: la zona sulla quale si articolavano i raggi della pinna (metapterigio) era dotato di una serie di piccole cartilagini che andavano a formare una lunga struttura a forma di frusta; in alcune specie questa struttura, nota come asse metapterigiale, si prolungava fino alle pinne pelviche.

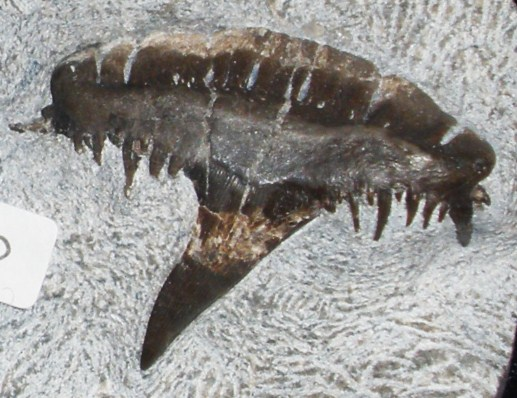
Dente di ? Symmorium, di tipo cladodonte

Il cranio dei simmoriidi era corto, ed è probabile che gli organi elettrorecettori fossero poco sviluppati. Gli occhi, al contrario, erano molto grandi, così come i denti di tipo cladodonte (come Cladoselache) disposti sulle mascelle in un pattern a “tapis roulant”.

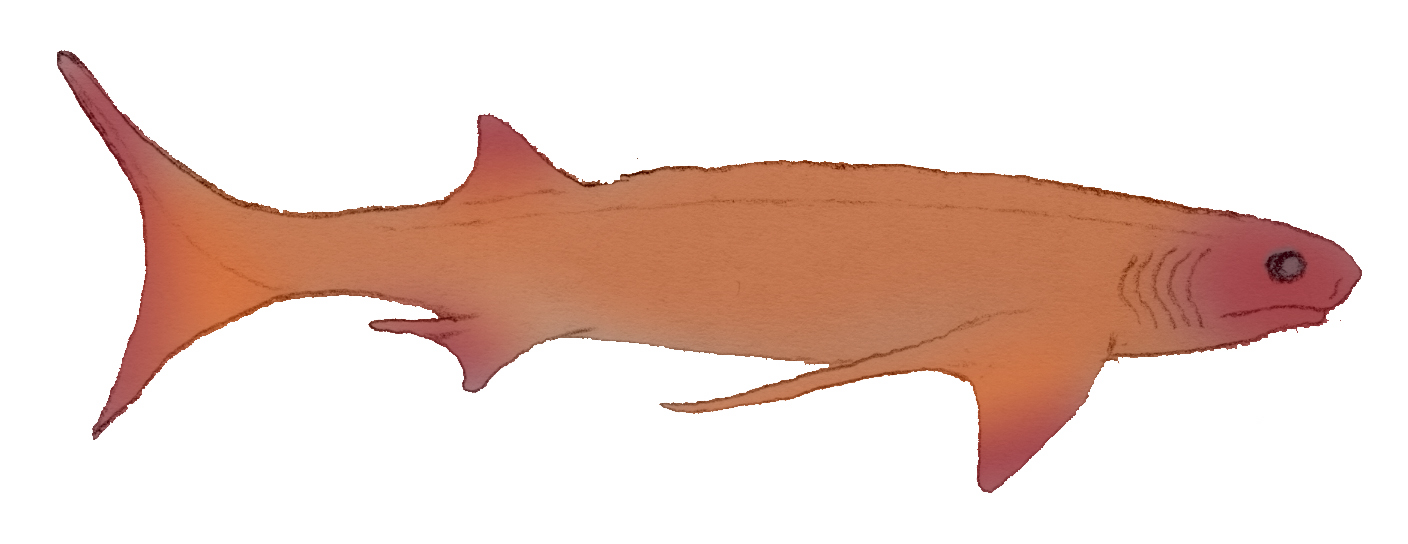
Ricostruzione di Denaea

## Classificazione
I simmoriidi sono una delle tre famiglie appartenenti ai Symmoriida, un gruppo di pesci simili a squali ma dall'incerta classificazione. Sono noti solo tre generi appartenenti a questa famiglia: Denaea (dalle forme sottili e di lunghezza non superiore ai 50 centimetri), Symmorium (lungo anche tre metri e di struttura robusta) e Cobelodus (il più conosciuto, lungo fino a due metri). È possibile che alcuni denti isolati, attribuiti al genere Cladodus, possano rappresentare un altro genere di simmoriide: se così fosse, questi denti lunghi oltre 4 centimetri farebbero supporre l'esistenza di un simmoriide lungo oltre 5 metri.

## Stile di vita
Senza dubbio i simmoriidi erano grandi predatori, in alcuni casi tra i maggiori del loro habitat. La possente pinna caudale fa supporre che fossero potenti nuotatori, mentre i grandi occhi hanno fatto ipotizzare gli studiosi che questi animali cacciassero affidandosi prevalentemente alla vista. Non è chiara, invece, la funzione dell'asse metapterigiale a forma di frusta: alcuni hanno ipotizzato che avesse una funzione difensiva, ma la posizione   dietro le pinne pettorali rende improbabile questa ipotesi. Altri studiosi ritengono che la frusta potesse essere stata utile nello stabilizzare l'animale durante il nuoto, nonostante la forma tubolare.